# Rete tranviaria di Como
La rete tranviaria di Como era una rete tranviaria in esercizio dal 1906 al 1952 che serviva la città di Como.
Inaugurata ufficialmente il 1º gennaio 1906 con il primo tratto della linea stazione FS-piazza Cavour-funicolare, l'esercizio cittadino ebbe termine il 14 settembre 1952 con l'ultima corsa sulla tratta piazza Cavour-San Martino.
Il servizio tranviario venne progressivamente rimpiazzato da filobus, sin dalla fine degli anni trenta.

## Storia

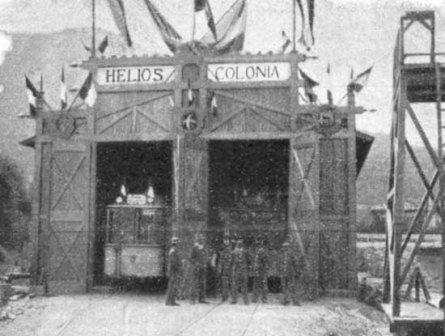
I tram Helios del 1899

Nel 1899, nell'ambito dell'Esposizione internazionale di elettricità tenutasi a Como, la società Helios di Colonia aveva impiantato sul lungolago una breve tranvia elettrica sperimentale, allo scopo di pubblicizzare i vantaggi del mezzo.

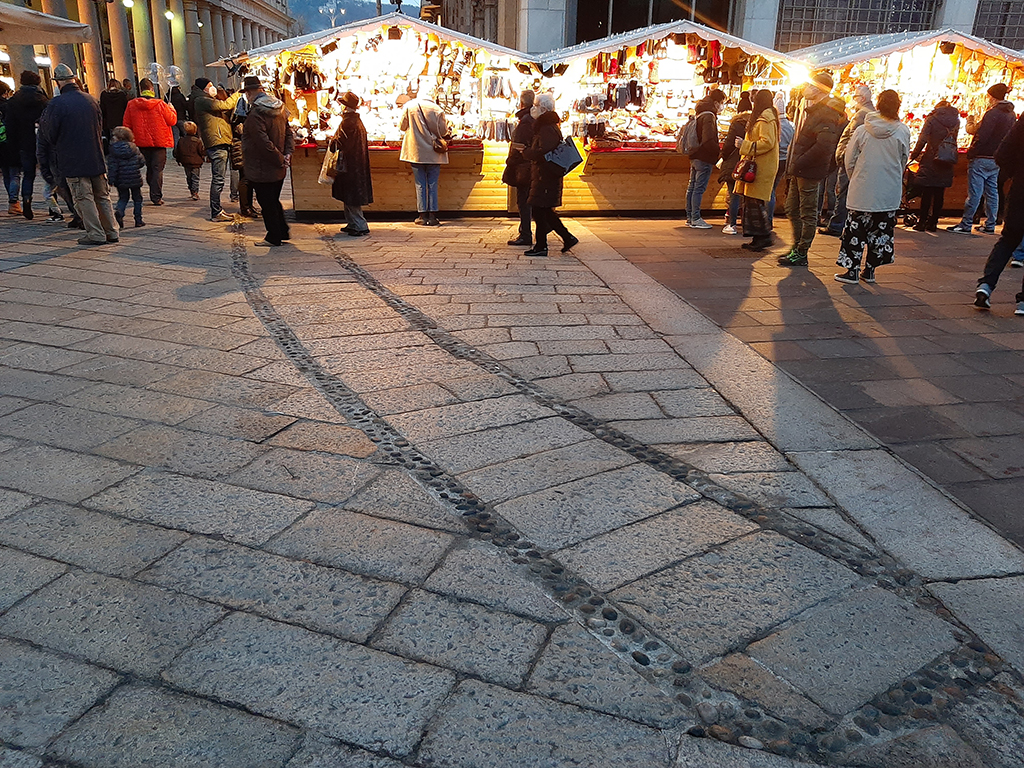
Tracce di binari tranviari nel centro storico (via Plinio)

Alla chiusura dell'esposizione l'amministrazione comunale stipulò con la Helios un contratto per la costruzione e l'esercizio di una rete tranviaria urbana ma questa, trovandosi in difficoltà economiche, non riuscì ad onorare gli impegni così che il contratto fu rescisso.
Nel 1904 il Comune stipulò un analogo contratto di concessione con la Società Elettrica Comense Alessandro Volta (SECAV) la quale, associandosi con la Società di Navigazione Lariana, il 14 maggio dello stesso anno fondò a tale scopo la SATEC, azienda sotto il controllo della stessa Alessandro Volta e capitalizzata mediante una sottoscrizione popolare. A dirigere tale azienda furono posti gli ingegneri Giuseppe Bianchi e Carlo Daelli.
Finalmente, il 1º gennaio 1906, venne attivata la prima linea che partendo dalla stazione di San Giovanni arrivava alla funicolare, passando per piazza Cavour e la stazione FNM per un totale di 1,582 km.
Due mesi dopo, il 12 marzo, fu la volta della seconda linea, fra piazza Cavour e Camerlata, lunga 3,553 km la quale ricalcava parte del percorso della cessata tranvia a vapore Como-Fino-Saronno.
La terza linea, diretta a Ponte Chiasso, fu inaugurata in due tappe: il 6 giugno fu la volta del tratto piazza Cavour-Villa Salazar, lungo 1,888 km, mentre quello successivo fino al confine con la Svizzera, per ulteriori 3,376 km, fu attivato il successivo 24 luglio.
Negli anni successivi vennero attivate ulteriori tratte, portando l'estensione della rete urbana a 13,9 km.

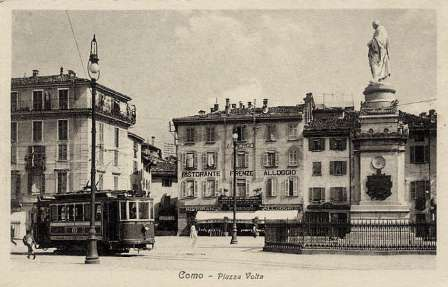
Piazza Volta

Allo scopo di affrontare un ambizioso programma di costruzione di linee extraurbane, la SATEC attuò due successivi aumenti di capitale rispettivamente a seicentomila Lire e a un milione che consentirono di aprire i relativi cantieri. La prima tratta di 2,75 km della linea per Cantù, fino a Trecallo, fu inaugurata il 31 dicembre 1907.
Il 16 febbraio 1908 la "Alessandro Volta" incorporò la SATEC, mantenendo il proprio nome e acquisendo direttamente come SECAV l'esercizio tranviario; quale direttore fu confermato l'ingegner Giuseppe Pagani, progettista della rete extraurbana. Il successivo 3 luglio fu inaugurata la linea piazza Cavour-San Martino, lunga 1,982 km, portando la rete urbana a un'estensione di 12,381 km.
Dal 1909 in poi, con il completamento della Como-Cantù, furono gradualmente aperte all'esercizio le tranvie extraurbane inizialmente previste, dando vita ad un'estesa rete integrata di collegamenti che interessava l'intera provincia. Tale parabola ascendente si arrestò nel 1934, quando furono attuate le prime soppressioni a Cantù e Mozzate.
Nel 1921, la società di gestione assunse la denominazione definitiva di STECAV, quale società legata alla Edison.
Nel 1935 l'amministrazione comunale decise di sostituire le tranvie con un'allora moderna rete filoviaria, analogamente a quanto accadeva in altre città italiane; si iniziò nel 1938 quando, dopo la rinuncia alla concessione dell'esercizio tranviario sottoscritta dalla STECAV il 27 giugno, venne soppressa la linea di Ponte Chiasso; lo scoppio della seconda guerra mondiale bloccò momentaneamente ogni ulteriore iniziativa ma le soppressioni proseguirono nel dopoguerra.
La chiusura dell'ultima linea urbana avvenne nel 1952.

## Caratteristiche

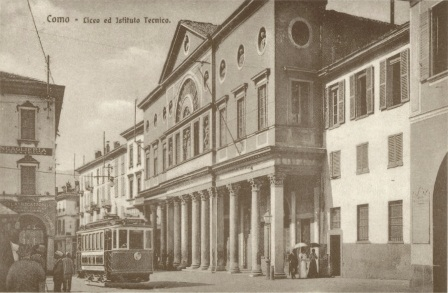
Tram davanti al liceo

La rete tranviaria urbana, realizzata a scartamento metrico, era alimentata alla tensione continua di 550 V.

### Linee
Nel periodo di massima estensione la rete urbana di Como risultava composta da cinque linee:
- stazione San Giovanni - piazza Cavour - funicolare, inaugurata il 1º gennaio 1906 e soppressa il 30 giugno 1938
- piazza Cavour - San Rocco - Cimitero nuovo di Camerlata, inaugurata il 12 marzo 1906 e soppressa il 30 marzo 1947
- piazza Cavour - Villa Salazar - Ponte Chiasso, inaugurata il 6 giugno 1906 e soppressa il 16-17 ottobre 1938
- piazza Cavour - San Martino inaugurata il 3 luglio 1908 e soppressa il 14 settembre 1952
- piazza Cavour - viale Varese - San Rocco, inaugurata prima del 1914 e soppressa il dopo il 1930

Ad esse si aggiungevano le seguenti relazioni extraurbane:
- Como-Cernobbio-Maslianico
- Como-Appiano Gentile-Mozzate
- Como-Cantù-Asnago
- Como-Erba-Lecco

## Materiale rotabile
Nel corso degli anni sulla rete lariana furono immesse in servizio numerose elettromotrici, il gruppo più consistente delle quali era rappresentato dalle MAN-Siemens-Schuckert della dotazione originaria, consegnate in 38 esemplari con due diverse forniture nel 1906-1913 e 1920-1922 e lunghe 8 metri.
Ad esse, in occasione del prolungamento su Lecco della linea Como-Erba, si aggiunsero nel 1927 dieci unità fornite dal TIBB numerate 71-80, in seguito modificate nel rodiggio con la collaborazione dell'a UITE (Unione Italiana Tramways Elettrici) di Genova.
L'intero parco era contraddistinto inizialmente da una livrea bianco avorio con filettature dorate; a seguito della riforma del codice della strada attuata fra il 1927 e il 1928 i tram assunsero la livrea standard in due toni di verde.

### Prospetto di sintesi
La suddivisione delle serie di motrici e rimorchi è desunta dal Regolamento per l'esercizio delle tramvie STECAV (1928), da disegni tecnici originali e da fotografie d'epoca.
| Unità   | Costruttore           | Anno di acquisizione | Anno di radiazione | Tipo           | Note                                                         |
| ------- | --------------------- | -------------------- | ------------------ | -------------- | ------------------------------------------------------------ |
| 0       | MAN                   | 1911                 | 1955               | Elettromotrice | Rotabile di servizio                                         |
| 1÷3?    | Helios                | 1899                 | 1906               | Elettromotrici | Motrici sperimentali per l'esposizione                       |
| 11÷48   | MAN-Siemens-Schuckert | 1906-1913            | 1955               | Elettromotrici | L'esemplare n. 21 aveva subito una modifica alla carrozzeria |
| 11÷48   |                       | Anni venti           | 1955               | Elettromotrici |                                                              |
| 71÷80   | Reggiane-TIBB         | 1927                 | 1955               | Elettromotrici | Modificate negli anni trenta.                                |
| 101÷110 | Fratelli Macchi       | 1909-1911            | 1955               | Rimorchiate    |                                                              |
| 111÷116 | Carminati & Toselli   | 1913                 | 1955               | Rimorchiate    |                                                              |
| 121÷126 | Carminati & Toselli   | 1927                 | 1955               | Rimorchiate    |                                                              |